# Stanisława Latała
Stanisława Latała (ur. 28 listopada 1918 we Wzdole Rządowym, zm. ?) – polska rolniczka, poseł na Sejm PRL V kadencji.

## Życiorys
Uzyskała wykształcenie podstawowe, z zawodu rolniczka. Działała w Związku Młodzieży Wiejskiej RP „Wici”, a w czasie II wojny światowej w Armii Krajowej. W latach 1948–1959 kierowała wzdolskim Kołem  Gospodyń Wiejskich, następnie była jego sekretarzem. Była też członkinią Gromadzkiej Rady Narodowej oraz współzałożycielką wzdolskiej Spółdzielni Zdrowia. Z ramienia Zjednoczonego Stronnictwa Ludowego w 1969 uzyskała mandat posła na Sejm PRL w okręgu Kielce, zasiadała w Komisji Handlu Wewnętrznego.
Odznaczona Krzyżem Kawalerskim Orderu Odrodzenia Polski, Srebrnym Krzyżem Zasługi oraz Medalem „Za zasługi dla Ruchu Ludowego” im. Wincentego Witosa. Pochowana na cmentarzu we Wzdole Rządowym.